# تامبوبامبا
تامبوبامبا (به اسپانیایی: Tambobamba) یک شهرک در پرو است که در استان کوتابامباس واقع شده‌است. تامبوبامبا ۳٬۲۵۰ متر بالاتر از سطح دریا واقع شده‌است.